# Фармер, Мимзи
Мимзи Фармер (англ. Mimsy Farmer; род. 28 февраля 1945) — итальянская, французская и американская актриса, сценарист.

## Биография
Мимзи родилась и провела первые годы своей жизни в Чикаго, штат Иллинойс. В возрасте 17 лет, будучи школьницей, начала карьеру на телевидении, исполнив роль Дженни Холмс в телесериале «Мои три сына». Первой киноролью стала Клэр Коулман в фильме «Гора Спенсера / Spencer’s Mountain» (1963). После окончания средней школы училась на актёрских курсах, параллельно продолжая сниматься в телесериалах в ролях второго плана. В 1968 году получила роль Кэтрин Пирсон в полнометражном фильме «Дикие гонщики».
В 1969 году во время путешествия по Европе познакомилась с будущим мужем — писателем и сценаристом Винченцо Черами. В 1970 году окончательно переехала в Италию, снималась во французских и итальянских лентах. С этого времени она начала специализироваться на фильмах с эффектом саспенса — криминальных и остросюжетных лентах, триллерах, фильмах-нуар, фильмах ужасов, джалло («Аромат дамы в чёрном» Франческо Барилли).
После развода с Винченцо Черами в 1986 году вместе с дочерью Айшей (ныне тоже актрисой) переехала во Францию, где продолжила сниматься в кино и на французском ТВ. В 1989 года Мимзи Фармер вышла замуж за скульптора и художника Фрэнсиса Пуарье, от этого брака родился сын. В 1991 году исполнила ведущую роль в телефильме Роже Вадима «Сафари».
С 1992 года и по настоящее время проживает во Франции со своим мужем Фрэнсисом Пуарье, пишет сценарии для театров и опер Франции и Италии, а также совместно с мужем занимается разработкой скульптур к таким фильмам как «Троя», «Мария Антуанетта», «Чарли и шоколадная фабрика». Также создаёт скульптуры и картины на заказ.

## Фильмография
| Год  |   | Русское название                      | Оригинальное название                                          | Роль                               |
| ---- | - | ------------------------------------- | -------------------------------------------------------------- | ---------------------------------- |
| 1986 | ф | Отсчёт тел                            | Body Count                                                     | Джулия Ричи                        |
| 1984 | ф | Кодовое имя: Дикие гуси               | Geheimcode: Wildgänse                                          | Кэти Робсон (главная роль)         |
| 1983 | ф | Смерть Марио Риччи                    | La Mort de Mario Ricci                                         | Кэти Бёрнс (главная роль)          |
| 1983 | ф | Дон Камилло                           | Don Camillo                                                    | Джо                                |
| 1982 | ф | Девушка из Триеста                    | The Girl from Trieste                                          | Валерия                            |
| 1981 | ф | Черный кот                            | Black Cat                                                      |                                    |
| 1980 | ф | Легион высаживается в Колвези         | La légion saute sur Kolwezi                                    |                                    |
| 1979 | ф | Спасите «Конкорд»!                    | Concorde Affaire '79                                           | Джин Бенетон (главная роль)        |
| 1978 | ф | Прощай, самец                         | Bye Bye Monkey                                                 | актриса-феминистка                 |
| 1975 | ф | Травля                                | La traque                                                      | Хелен Уэллс (главная роль)         |
| 1974 | ф | Подозреваемые                         | Les Suspects                                                   | Кэндис Страсберг                   |
| 1974 | ф | Аллонзанфан                           | Allonsanfan (Италия)                                           | Франческа                          |
| 1974 | ф | Аромат дамы в чёрном                  | Profumo della signora in nero, Il (Италия)                     | Сильви Хаккерман (главная роль)    |
| 1973 | ф | Двое в городе                         | Two Men in Town / Deux hommes dans la ville (Франция, Италия)  | Люси                               |
| 1973 | ф | Одна дорога (Жестокое лицо Нью-Йорка) | Camino, Un (Faccia violenta di New York, La) (Мексика, Италия) | Милена                             |
| 1972 | ф | Мастер и Маргарита                    | Maestro e Margherita, Il (Италия, Югославия)                   | Маргарита (главная роль)           |
| 1971 | ф | Четыре мухи на сером бархате          | 4 mosche di velluto grigio                                     | Нина Тобиас (главная роль)         |
| 1970 | ф | Михаил Строгов — царский курьер       | Der Kurier des Zaren                                           | Надежда Васильевна (Надя) Фёдорова |
| 1970 | ф | Дорога на Салину                      | Road to Salina (Франция, Италия)                               | Билли (главная роль)               |
| 1969 | ф | More                                  | More                                                           | Эстель Миллер                      |
| 1968 | ф | Дикие гонщики                         | Wild racers                                                    | Кэтрин Пирсон                      |
| 1966 | с | ФБР (телесериал, 1965)                | F.B.I., The                                                    | Джуди Коннерс                      |
| 1965 | ф | Автобус Райли. Назад в город          | Bus Riley's Back in Town                                       |                                    |
| 1964 | с | Перри Мейсон                          | Perry Mason                                                    | Кэти Андерс                        |
| 1963 | с | Театр создателей саспенсa             | Kraft Suspense Theatre                                         | Джин                               |
| 1963 | ф | Гора Спенсера                         | Spencer's Mountain                                             | Клерис Колман                      |

## Сценарист
- 1969 — More